# Mieczysław Linde
Mieczysław Linde (ur. 18 listopada 1868 we Lwowie, zm. w 1940 w rejonie kotłaskim) – generał dywizji Wojska Polskiego, kawaler Orderu Virtuti Militari, ofiara zbrodni katyńskiej.

## Życiorys
Urodził się we Lwowie, w rodzinie Franciszka, majora c. i k. armii, i Sydonii Mrowetz.
W 1884, po ukończeniu pięciu klas gimnazjum we Lwowie, wstąpił do Szkoły Kadetów w Preszburgu (obecnie Bratysława). 18 sierpnia 1888 rozpoczął zawodową służbę w Galicyjsko-Bukowińskim pułku piechoty nr 24 w Przemyślu. W 1896 roku został przeniesiony do pułku piechoty Obrony Krajowej Lwów nr 19 we Lwowie. W 1903 został mianowany komendantem szkoły jednorocznych ochotników we Lwowie. W latach 1912–1913 wziął udział w mobilizacji sił zbrojnych Monarchii Austro-Węgierskiej, wprowadzonej w związku z wojną na Bałkanach. W I wojnie światowej uczestniczył w walkach na froncie włoskim jako dowódca batalionu i pułku. Od 1914 bezskutecznie starał się o przydział do Legionów Polskich.
W czasie służby w c. i k. armii oraz c. k. Obronie Krajowej awansował kolejno na stopnie: kadeta (1 września 1888), podporucznika (1 listopada 1891), porucznika (1 listopada 1895), kapitana (1 listopada 1903), majora (1 sierpnia 1914) i podpułkownika (1 lutego 1916).
W uznaniu 30-letniej służby, 10 września 1916 otrzymał austriackie szlachectwo I stopnia (najniższego), z tytułem „Edler” i predykatem „von Brykula”.
22 listopada 1918 przyjęty został do Wojska Polskiego i mianowany dowódcą Legii Oficerskiej w obronie Lwowa. W lutym 1919 w Chyrowie objął dowództwo grupy swojego imienia. Od maja do sierpnia dowodził Grupą Operacyjną gen. Władysława Sikorskiego. 1 sierpnia został mianowany dowódcą 9 pułku strzelców pieszych. Od 11 stycznia do lipca 1920 dowodził kolejno: XXIII, XXIV i XXXVI Brygadą Piechoty. 1 maja 1920 roku został zatwierdzony z dniem 1 kwietnia 1920 roku w stopniu generała podporucznika, w grupie oficerów byłej armii austro-węgierskiej. 19 lipca objął dowództwo 6 Dywizji Piechoty. 25 września 1921 otrzymał nominację na stanowisko zastępcy dowódcy Okręgu Korpusu Nr VI we Lwowie. 3 maja 1922 roku został zweryfikowany w stopniu generała brygady ze starszeństwem z dniem 1 czerwca 1919 roku i 18. lokatą w korpusie generałów.
1 grudnia 1924 Prezydent RP Stanisław Wojciechowski na wniosek ministra spraw wojskowych, gen. dyw. Władysława Sikorskiego, awansował go do stopnia generała dywizji ze starszeństwem z dniem 15 sierpnia 1924 i 5. lokatą w korpusie generałów.
2 września 1926 odbyła się we Lwowie uroczystość pożegnania gen. Lindego jako zastępcy dowódcy OK VI. Z dniem 1 marca 1927 roku został mu udzielony dwumiesięczny urlop z zachowaniem uposażenia, a z dniem 30 kwietnia 1927 roku został przeniesiony w stan spoczynku. Osiadł we Lwowie.
Podczas kampanii wrześniowej był jednym z organizatorów Straży Obywatelskiej w tym mieście. Po agresji ZSRR na Polskę i kapitulacji Lwowa, wbrew warunkom rozejmu 3 października 1939 został aresztowany przez NKWD i osadzony w więzieniu na Zamarstynowie. Po wywózce ze Lwowa znalazł się w obozie w Starobielsku II. Następnie – z wyrokiem skazującym na 10 lat pobytu w łagrze – jesienią 1940 został wywieziony na północ w okolice Kotłasu. Nazwisko generała figuruje na Ukraińskiej Liście Katyńskiej. Ofiary tej części zbrodni katyńskiej zostały pochowane na otwartym w 2012 Polskim Cmentarzu Wojennym w Kijowie-Bykowni.
Mieczysław Linde był żonaty z Sydonią Baudisch, z którą miał troje dzieci: Zofię (ur. 1898), Tadeusza (ur. 1900) i Marię (ur. 1901). Tadeusz Linde poległ 4 lipca 1920 pod Klewaniem, jako podporucznik 3 pułku artylerii polowej Legionów.

## Ordery i odznaczenia

Herb nadany Lindemu w 1916

- Krzyż Srebrny Orderu Wojskowego Virtuti Militari nr 5274 – 24 marca 1922[25]
- Krzyż Walecznych – dwukrotnie[21]
- Medal Pamiątkowy za Wojnę 1918–1921
- Medal Dziesięciolecia Odzyskanej Niepodległości
- Złota Odznaka Honorowa Ligi Obrony Powietrznej i Przeciwgazowej[26]
- Krzyż Oficerski Legii Honorowej – 12 lutego 1922[27]
- Krzyż Rycerski Orderu Leopolda z mieczami i dekoracją wojenną[28]
- Order Korony Żelaznej 3 klasy z dekoracją wojenną i mieczami[28]
- Krzyż Zasługi Wojskowej 3 klasy z dekoracją wojenną i mieczami[28]
- Krzyż Zasługi Wojskowej 3 klasy[28]
- Signum Laudis Brązowy Medal Zasługi Wojskowej z mieczami na wstążce Krzyża Zasługi Wojskowej[28]
- Krzyż za 25-letnią służbę wojskową dla oficerów[28]
- Brązowy Jubileuszowy Medal Pamiątkowy dla Sił Zbrojnych[28]
- Krzyż Jubileuszowy Wojskowy[28]
- Krzyż Pamiątkowy Mobilizacji 1912–1913[28]